# انتخابات ریاست‌جمهوری افغانستان (۱۳۸۳)
انتخابات ریاست جمهوری افغانستان ۱۳۸۳ نخستین انتخاباتی ریاست جمهوری در تاریخ افغانستان بود که مردم برای تعیین رئیس‌جمهور و دو معاون وی به پای صندوق انتخابات رفتند. این انتخابات در تاریخ ۱۸ میزان/مهر ۱۳۸۳ برگزار شد و حامد کرزی با کسب ۵۵٫۴ درصد آرا به عنوان نخستین رئیس‌جمهور منتخب افغانستان برگزیده شد. حامد کرزی توانست در این انتخابات ۳ برابر بیشتر از بقیه نامزدها رأی مردم را کسب کند. دوازده نامزد دیگر در انتخابات کمتر از ۱ درصد آراء را به خود اختصاص داده بودند. برآوردها نشان می‌دهد بیش از سه چهارم از جمعیت تقریبی ۱۲ میلیونی واجد شرایط در این انتخابات حضور پیدا کردند. این انتخابات تحت نظارت سازمان مشترک انتخابات که به ریاست زکیم شاه و معاون ارشدی ری کندی که آمریکایی کارمند سازمان ملل هست بود.
پس از اتهام تقلب در انتخابات، حداقل پانزده کاندید این انتخابات را تحریم کردند. اما هنگامی که سازمان ملل اعلام کرد که هیئت مستقل سه نفره برای بررسی تقلب و بی‌نظمی در روز انتخابات را تشکیل می‌دهد لغو شد. این هیئت را یک دیپلمات سابق کانادایی، یک کارشناس انتخابات سوئدی و یک نماینده از طرف اتحادیه اروپا تشکیل می‌داد.
این انتخابات قرار بود در تاریخ ۱۵ سرطان/تیر ۱۳۸۳ برگزار شود اما برای دو بار این انتخابات به تعویق افتاد. یک بار در ماه سنبله/شهریور و بار دیگر به ماه میزان/مهر. طبق ماده شصت قانون اساسی جمهوری اسلامی افغانستان، به همراه رئیس‌جمهور دو فرد دیگر به عنوان معاون رئیس‌جمهور نامزد شدند. بعضی کاندیداها برای کسب آراء بیشتر معاونین خود را از اقوام مختلف انتخاب می‌کردند. اگر کاندیدی نمی‌توانست آراء بیش از ۵۰ درصد افغانستان را کسب کند، انتخابات به دور دوم می‌رفت. این نخستین انتخابات سراسری و مستقیم در افغانستان بود. در سال‌های ۱۹۶۵ و ۱۹۶۹ نظرسنجی‌ها قانونی وجود داشت اما این انتخابات غیرمستقیم بودند.

## نامزدها و مسائل
در این انتخابات ۲۳ نفر کاندید شدند. پنج تن از کاندیداها کنار گذاشته شدند.
- حامد کرزی رئیس‌جمهور موقت افغانستان بود. گرچه وی در این انتخابات به صورت مستقل حضور یافت اما حمایت چند حزب سیاسی از جمله حزب افغان ملت که حزبی سوسیال دموکرات هست را داشت. احمد ضیاء مسعود و محمد کریم خلیلی معاونین وی در این انتخابات بودند.[۱۰]
- در ابتدا، ژنرال عبدالرشید دوستم، جنگ سالار، رهبر جنبش ملی اسلامی افغانستان و عضو اصلی ارتش ملی افغانستان در دوره دولت موقت کرزی را رقیب اصلی کرزی پیش‌بینی می‌کردند اما در ادامه مبارزات انتخاباتی معلوم شد که محبوبیت وی محدود است. شفیقه حبیبی و مصطفی کمال مخدوم معاونین وی در این انتخابات بودند.[۱۰]
- یونس قانونی، که در چندین پست برجسته در دولت موقت فعالیت کرده بود، در این انتخابات خود را رقیب حامد کرزی و از مخالفان وی نشان داد. قانونی از اعضای برجسته ائتلاف شمال بود و با حمایت محمد قسیم فهیم، معاون اول رئیس‌جمهور موقت که از تیم کرزی کنار گذاشته بود حضور یافت. قانونی ادعای میراث داری احمد شاه مسعود را می‌کرد همانند برخی نامزدهای دیگر از جمله احمد ضیاء مسعود که در تیم حامد کرزی حضور داشت. معاونین یونس قانونی در این انتخابات تاج محمد وردک و سید حسین عالمی بلخی بودند.[۱۰]
- محمد محقق رهبر حزب وحدت اسلامی افغانستان، وزیر در دوران حکومت حامد کرزی و برهان‌الدین ربانی و از متحدان عبدالرشید دوستم بود. وی در دوران مبارزات انتخاباتی کرزی را به عنوان یک رهبر ضعیف مورد انتقاد می‌داد و تعهد کرده بود که با جناح‌های مختلف متحد شده و به تجارت مواد مخدر پایان دهد. معاونین وی نصیر احمد انصاف و عبدالفیاض مهرآیین بودند.[۱۰]
- عبدالحفیظ منصور با ۴۱ سال سن جوانترین کاندید انتخابات ریاست جمهوری بود. وی از اعضای ائتلاف شمال بود و ادعای میراث احمد شاه مسعود را داشت. وی سابقه فعالیت روزنامه‌نگاری و وزیر اطلاعات و فرهنگ را داشت. در طول مبارزات انتخاباتی وی حامد کرزی را برای تلاش دیکتاتوری انتخاباتی متهم کرد. معاونین وی محمد اقبال منیب و محمد ایوب قاسمی بودند.[۱۰]
- احمدشاه احمد زی نامزد اصلی راست دینی بود. وی در دوران اشغال افغانستان توسط شوروی نخست‌وزیر دولت در تبعید در پاکستان بود. احمدزی قبلاً رهبری یک گروه رادیکال اسلامی که با مجاهدین، طالبان و القاعده همکاری داشت را رهبری می‌کرد، اما از آن زمان هرگونه ارتباط با آن‌ها را رد کرد. معاونین وی عبیدالله عبید و عبدالمنان ارزگانی بودند.[۱۰]
- همایون شاه آصفی نمایندگی گروهای سلطنت طلب را داشت، هرچند پادشاه پیشین افغانستان، محمد ظاهر شاه، ادعاهای رئیس حکومت گذاشتنش را رد کرد. معاونین وی محمد هاشم عصمت الله و نیلاب مبارز بودند.[۱۰]
- عبدالستار سیرت در دهه ۱۹۷۰ در چندین پست وزارت فعالیت داشت. بعدها نماینده پادشاه در تبعید افغانستان فعالیت کرد. وی در ابتدا به عنوان رئیس دولت موقت تعیین شد اما به نفع کرزی کنار رفت. معاونین وی محمد امین وقاد و عبدالقادر امامی بودند.[۱۰]
- مسعوده جلال پزشک و تنها زن در میان کاندیداها بود. گرچه دو معاون زن نیز در این انتخابات حضور داشتند (نیلاب مبارز و شفیقه حبیبی). معاونین خانم جلال در این انتخابات میر حبیب سهیلی و سید محمد عالم امینی بودند.[۱۰]
- عبدالطیف پدرام شاعر، روزنامه‌نگار و رهبر حزب کنگره ملی افغانستان در انتخابات از حقوق پناهندگان افغانستانی حمایت می‌کرد. معاونین وی احمد نیرو و محمد قاسم معصومی بودند.[۱۰]
- اسحاق گیلانی وابسته به حزب همبستگی ملی افغانستان و نماینده اقلیت مسلمانان صوفی در این انتخابات بود. معاونین وی محمد اسماعیل قاسمیار و بریالی نصرتی بودند.[۱۰]
- غلام فاروق نجرابی پزشک کودکان و مدرس پزشکی، وابسته به حزب استقلال افغانستان بود. وی خواستار پایان دادن به تبعیض قومی، مذهبی و جنسی در افغانستان بود و ادعا می‌کرد که می‌تواند با طالبان پل ارتباطی بسازد. معاونین وی عبدالفتاح و عبدالحنان بودند.[۱۰]
- عبدالهادی دبیر به صورت مستقل در این انتخابات حضور یافت. وی دولت را به انتصابات قبیله‌ای متهم کرد و خواستار تشکیل بخش علمای ملی در پارلمان افغانستان شد. معاونین وی عبدالرشید و داد محمدبودند.[۱۰]
- عبدالهادی خلیلزی نامزد مستقل بود. معاونین وی خدای نور مندو خیل و خداداد عرفانی بودند.[۱۰]
- میر محفوظ ندایی نامزد مستقل وی سابقه وزیر معادن و صنایع را در دولت موقت در کارنامه داشت. او دیگر کاندیداها را به قوم‌گرایی و حزب گرایی متهم کرد که موفق به ارائه یک برنامه درست وحدت ملی نشدند. معاونین وی محمد عارف ابراهیم خیل و محمد حکیم کریمی بودند.[۱۰]
- محمد ابراهیم رشید نامزد مستقل بود و از حامیان حقوق پناهندگان افغانستانی بود. معاونین وی سید محمد هادی و حمید طاهری بودند.[۱۰]
- وکیل منگل نامزد مستقل وی در دوران مبارزات انتخاباتی از حقوق زنان دفاع می‌کرد. معاونین وی محمد یونس مغول و دینه گل بودند.[۱۰]
- عبدالحسیب آرین نامزد مستقل. وی که با ۷۲ سال سن پیرترین کاندید در این دوره از انتخابات بود از حقوق زنان حمایت می‌کرد و ادعا داشت که حقوق زنان در قانون اساسی، اسلام و فرهنگ مردم افغانستان امری پذیرفته شده‌است. معاونین وی دل آقا شکیب و سید محمد زمان احمد یار بودند.[۱۰]
- تمامی نامزدها ادعا می‌کردند که می‌توانند پل ارتباطی بین اقوام و جناح‌های مختلف افغانستان ایجاد کنند.

## کمپین و رای‌گیری
رای‌گیری حاوی اسامی نامزدها همراه با عکس و نماد انتخاباتی آنان بود. در صورت مناسب نماد کاندیداها را نماد حزب سیاسی آنان بود. با اینحال اکثر کاندیداها به صورت مستقل در این انتخابات حضور یافتند و از نمادهای عمومی استفاده کردند. پس از رأی دهی، به منظور جلوگیری از تقلب، انگشت رای‌دهندگان درون جوهر قرار می‌گرفت.
در افغانستان مراکز رأی دهی در ساعت ۶ و ۷ صبح باز و در ۴ بعدازظهر بسته شد. با اینحال در روز انتخابات، زمان رأی دهی برای دو ساعت تمدید شد اما بعضی مراکز قبل از آنکه اعلامیه به آن‌ها رسیده شود در زمان از قبل تعیین شده بسته شدند.
به‌واسطه همکاری سازمان مهاجرت (IOM) بیش از دو میلیون مهاجر در کشور ایران و پاکستان در انتخابات حضور یافتند. در پاکستان تحت رهبری استوارت پوچر یک تیم کوچک از سازمان ملل در کمتر از دو ماه ۴۰۰ مأمور ارشد و ۶۰۰۰ مأمور رأی دهی را برای آموزش دادن به ۸۰۰ هزار مهاجر برای رأی دادن استخدام کرد. بیش از نیمی از این مهاجرین در انتخابات حضور یافتند.

## مجادله

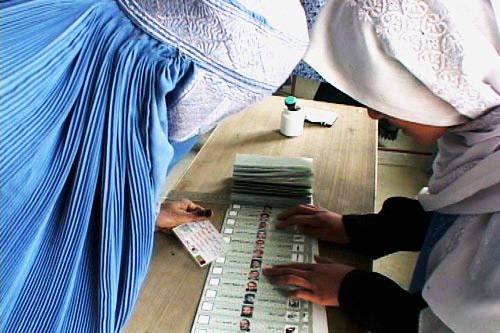
تصویری از پر کردن تعرفه انتخابات ریاست‌ جمهوری اسلامی افغانستان توسط یک زن افغانستانی

مبارزات انتخاباتی شایعاتی مبنی بر مذاکرات در این انتخابات منتشر شد. زیرا بعضی از کاندیداها توافق کرده بودند تا با کسب سمت سیاسی از طرف کرزی یا نامزد دیگر از ادامه مبارزات انتخاباتی به نفع آنان کناره‌گیری کند. در ماه سپتامبر شایعاتی مبنی بر توافق محقق و سیرت با یونس قانونی منتشر شد. در آخرین روز مبارزات انتخاباتی گیلانی و آرین حمایت خود را از حامد کرزی اعلام کردند.
تمامی نامزدها به غیر از گیلانی، آرین و کرزی این انتخابات را تحریم کردند و خواستار لغو انتخابات شدند. دو کاندیدای اصلی محمد محقق از رهبران قوم هزاره و عبدالرشید دوستم به زودی اعلام کردند به تحریم انتخابات ملحق نشده‌اند.

## خشونت
طالبان ادعا کردند که برگزاری این انتخابات جلوگیری می‌کنند. آن‌ها آمریکا را متهم به تسلط بر منطقه می‌کردند. در طی فرایند انتخابات، پنج سرباز اردوی ملی افغانستان به علت نا آرامی و توسط مین‌های زمینی جان خود را از دست دادند. ۱۵ تن از کارمندان اداره مشترک انتخابا کشته و ۴۶ تن دیگر نیز زخمی شدند. دو پیمانکار بین‌المللی که در نورستان مشغول فعالیت بودند نیز کشته شدند.

## نتایج
| کاندیداها                   | کاندیداها                   | نامزد حزب/حزب                        | قومیت                       | آراء      | %      |
| --------------------------- | --------------------------- | ------------------------------------ | --------------------------- | --------- | ------ |
|                             | حامد کرزی                   | مستقل                                | پشتون                       | ۴٬۴۴۳٬۰۲۹ | ٪۵۵٫۴  |
|                             | یونس قانونی                 | حزب افغانستان نوین                   | تاجیک                       | ۱٬۳۰۶٬۵۰۳ | ٪۱۶٫۳  |
|                             | محمد محقق                   | مستقل/حزب وحدت اسلامی مردم افغانستان | هزاره                       | ۹۳۵٬۳۲۵   | ٪۱۱٫۷  |
|                             | عبدالرشید دوستم             | مستقل/جنبش ملی اسلامی افغانستان      | ازبک‌ها                      | ۸۰۴٬۸۶۱   | ٪۱۰٫۰  |
|                             | لطیف پدرام                  | کنگره ملی                            | تاجیک                       | ۱۱۰٬۱۶۰   | ٪۱٫۴   |
|                             | مسعوده جلال                 | مستقل                                | تاجیک                       | ۹۱٬۴۱۵    | ٪۱٫۱   |
|                             | اسحاق گیلانی                | همبستگی ملی                          | پشتون                       | ۸۰٬۰۸۱    | ٪۱٫۰   |
|                             | احمدشاه احمدزی              | مستقل/حزب اتحاد اسلامی افغانستان     | پشتون                       | ۶۰٬۱۹۹    | ٪۰٫۸   |
|                             | عبدالستار سیرت              | مستقل                                | ازبک‌ها                      | ۳۰٬۲۰۱    | ٪۰٫۴   |
|                             | همایون شاه آصفی             | مستقل/National Unity Party           | پشتون                       | ۲۶٬۲۲۴    | ٪۰٫۳   |
|                             | غلام فاروق نجرابی           | حزب استقلال افغانستان                | تاجیک                       | ۲۴٬۲۳۲    | ٪۰٫۳   |
|                             | سید عبدالهادی دبیر          | مستقل                                | تاجیک                       | ۲۴٬۰۵۷    | ٪۰٫۳   |
|                             | عبدالحفیظ منصور             | مستقل/جمعیت اسلامی افغانستان         | تاجیک                       | ۱۹٬۷۲۸    | ٪۰٫۲   |
|                             | عبدالهادی خلیلزی            | مستقل                                | پشتون                       | ۱۸٬۰۸۲    | ٪۰٫۲   |
|                             | میر محفوظ ندایی             | مستقل                                | پشتون                       | ۱۶٬۰۵۴    | ٪۰٫۲   |
|                             | محمد ابراهیم رشید           | مستقل                                | پشتون                       | ۱۴٬۲۴۲    | ٪۰٫۲   |
|                             | وکیل منگل                   | مستقل                                | پشتون                       | ۱۱٬۷۷۰    | ٪۰٫۱   |
|                             | عبدالحسیب آرین              | مستقل                                | تاجیک                       | ۸٬۳۷۳     | ٪۰٫۱   |
| مجموع آرا صحیح (مشارکت ۷۰٪) | مجموع آرا صحیح (مشارکت ۷۰٪) | مجموع آرا صحیح (مشارکت ۷۰٪)          | مجموع آرا صحیح (مشارکت ۷۰٪) | ۸٬۰۲۴٬۵۳۶ | ٪۱۰۰٫۰ |
| آرا باطل                    | آرا باطل                    | آرا باطل                             | آرا باطل                    | ۱۰۴٬۴۰۴   |        |
| کل آرا                      | کل آرا                      | کل آرا                               | کل آرا                      | ۸٬۱۲۸٬۹۴۰ |        |

یاداشت:
- ۱٫۳ ٪ کل آراء باطل بود.

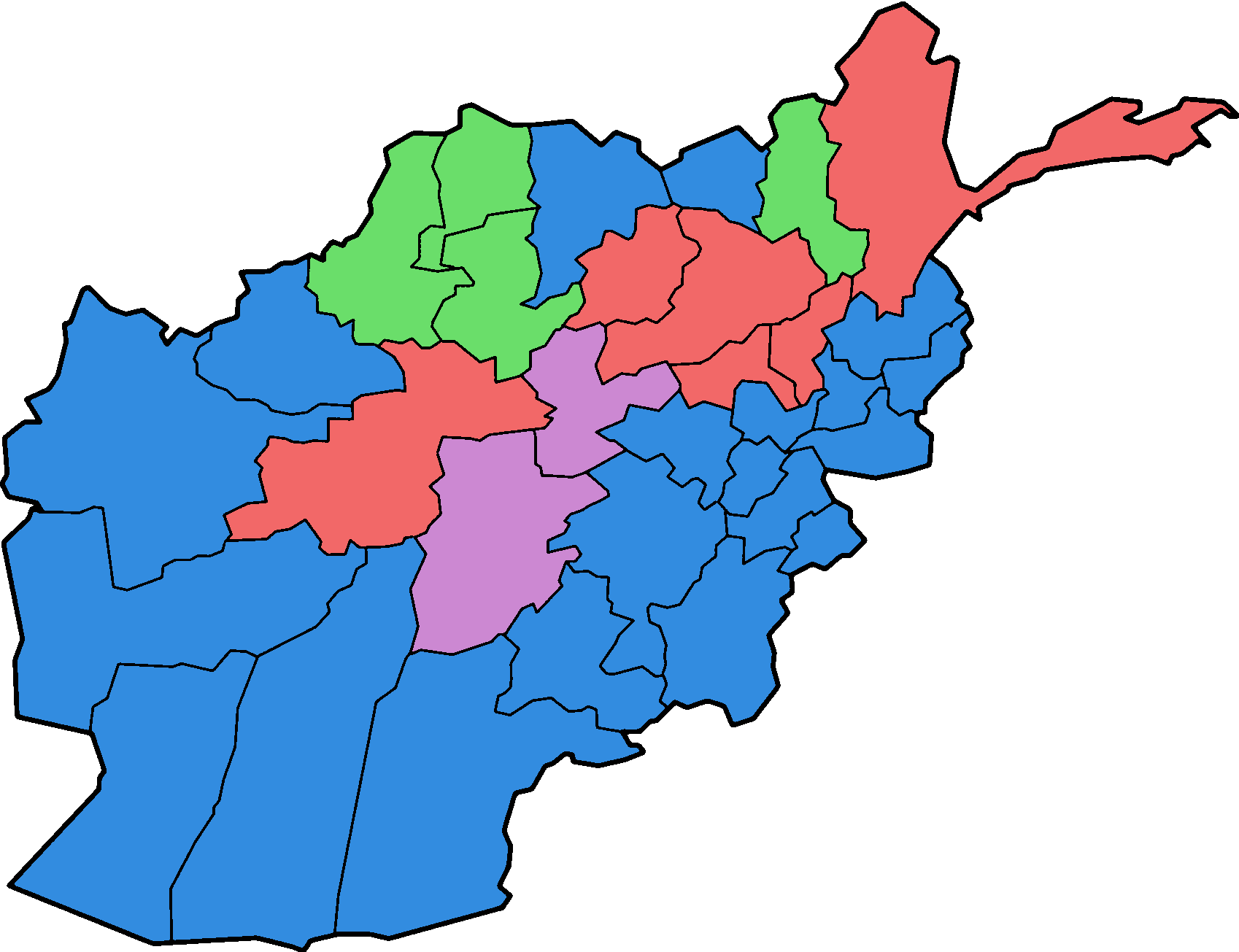

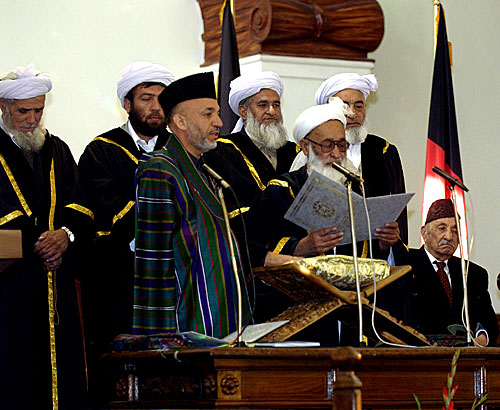
مراسم تحلیف رئیس‌جمهور حامد کرزی در ۱۷ قوس/آذز ۱۳۸۳

- چندین نامزد به عنوان مستقل در این انتخابات شرکت کرند، به رغم شناخت وابستگی به احزاب یا گروه‌های سیاسی.
- مسعوده جلال به عنوان تنها کاندید زن در این انتخابات حضور داشت.
- تمامی رای‌ها به صورت دستی شمرده شدند.
- ۷۰ ٪ افرادی که ثبت‌نام کرده بودند، در انتخابات حضور یافتند.

## تقلب
در این انتخابات نزدیک به پانزده تن از رقیبان حامد کرزی ادعای وجود تقلب در این انتخابات را مطرح کردند. معترضان، پاک شدن جوهر رنگی رای‌دهندگان و دخالت پلیس و نیروهای خارجی به نفع حامد کرزی را دلایل اعتراض به وجود تقلب در این انتخابات، بیان کردند و خواهان تحریم انتخابات و نتایج آن شدند. سازمان امنیت و همکاری اروپا و مقامات انتخاباتی بر صحت این انتخابات تأکید داشتند.
روزنامه‌نگار کریستین پارنتی ادعا کرد که بسیاری از افغانستانی‌ها سه یا چهار شناسنامه داشتند. وی که خود شهروند افغانستان نبود می‌توانست به راحتی رأی دهد.
«یکی از طرفین به من دو کارت رای دهی معتبر داد و گفت با اضافه کردن تصویرم، می‌توانم رای دهم» از دیگر مشکلات گزارش شده از طرف پارنتی نبود خودکار در محل رأی دهی، نبود کافی رأی و وجود اختلاف زمانی در بسته شدن مراکز رأی دهی بود.
مستند ساخته شده با نام God's Open Hand ساخته شرکت Ghost Studios وجود تقلب در انتخابات را به نمایش گذاشت. با این حال این مستند بیشتر بر روی امیدها و آرزوهای مردم افغانستان در نخستین انتخابات ریاست جمهوری تمرکز دارد.